# La Mancha de Cuenca
La Mancha de Cuenca es una comarca provincial, como subcomarca perteneciente a la Mancha Alta (esta a su vez de la región española de la Mancha), junto a las otras comarcas provinciales, como las de Mancha de Criptana (Ciudad Real), Mancha Alta Albaceteña y Mancha de Toledo (Toledo). Todas estas tienen en común el rasgo manchego más característico, desde el punto de vista geomorfológico y geográfico, como es su extensa llanura; si bien, en la Mancha Alta conquense, las ondulaciones son más pronunciadas, al estar atravesada por los tramos juveniles de importantes ríos de la cuenca del Guadiana (Záncara, Cigüela, Riánsares, etc.), y de un pequeño sector de la ribera del Tajo (margen izquierda). Por lo que, aunque la Mancha de Cuenca no es geomorfológicamente una altiplanicie perfecta, sí es característico este rasgo en una buena parte de ella (zona meridional).

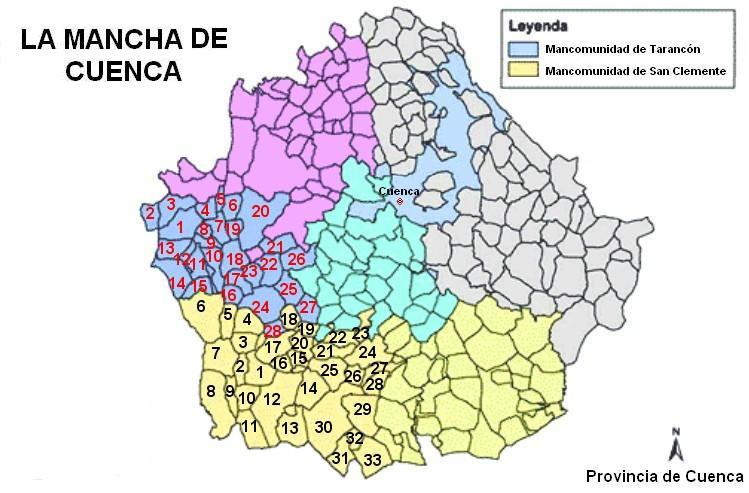
Situación de la Mancha de Cuenca en la provincia homónima.

## Marco geográfico y demográfico
|     | Nombre                     | Población (INE 2009) | Población (2023) | Superficie (km²) | Densidad (hab/km²) |
| --- | -------------------------- | -------------------- | ---------------- | ---------------- | ------------------ |
| 1.  | Tarancón                   | 15.651               | 16 331           | 106,84           | 146,49             |
| 2.  | Las Pedroñeras             | 7.221                | 6 647            | 224,67           | 32,14              |
| 3.  | San Clemente               | 7.093                | 6 794            | 277,51           | 25,56              |
| 4.  | Mota del Cuervo            | 6.307                | 6 084            | 176,18           | 35,30              |
| 5.  | Horcajo de Santiago        | 4.268                | 3 722            | 96,03            | 44,44              |
| 6.  | Villamayor de Santiago     | 3.078                | 2 418            | 181,17           | 16,99              |
| 7.  | El Provencio               | 2.794                | 2 393            | 101,15           | 27,62              |
| 8.  | Las Mesas                  | 2.533                | 2 294            | 87,21            | 29,04              |
| 9.  | Belmonte                   | 2.251                | 1 795            | 92,93            | 24,22              |
| 10. | La Alberca de Záncara      | 1.948                | 1 569            | 100,86           | 19,31              |
| 11. | Honrubia                   | 1.780                |                  | 110,34           | 16,13              |
| 12. | Casas de Fernando Alonso   | 1.462                |                  | 30,28            | 48,28              |
| 13. | Fuente de Pedro Naharro    | 1.316                |                  | 63,72            | 20,65              |
| 14. | San Lorenzo de la Parrilla | 1.297                |                  | 59,89            | 21,66              |
| 15. | El Pedernoso               | 1.261                |                  | 56,41            | 22,35              |
| 16. | Valverde de Júcar          | 1.157                |                  | 56,21            | 20,58              |
| 17. | Los Hinojosos              | 1.010                |                  | 113,95           | 8,86               |
| 18. | Campos del Paraíso         | 922                  |                  | 216,89           | 4,25               |
| 19. | Casas de Haro              | 905                  |                  | 110,88           | 8,16               |
| 20. | Palomares del Campo        | 802                  |                  | 60,98            | 13,15              |
| 21. | Montalbo                   | 788                  |                  | 73,96            | 10,65              |
| 22. | Santa María de los Llanos  | 746                  |                  | 42,56            | 17,53              |
| 23. | Santa María del Campo Rus  | 718                  |                  | 93,63            | 7,67               |
| 24. | Villarejo de Fuentes       | 694                  |                  | 128,36           | 5,41               |
| 25. | Saelices                   | 650                  |                  | 80,62            | 8,06               |
| 26. | Villares del Saz           | 635                  |                  | 70,20            | 9,05               |
| 27. | Vara de Rey                | 632                  |                  | 127,88           | 4,94               |
| 28. | Osa de la Vega             | 627                  |                  | 53,34            | 11,75              |
| 29. | Torrejoncillo del Rey      | 597                  |                  | 201,46           | 2,96               |
| 30. | La Almarcha                | 547                  |                  | 64               | 8,55               |
| 31. | Villaescusa de Haro        | 547                  |                  | 93,20            | 5,87               |
| 32. | Casas de los Pinos         | 537                  |                  | 68,21            | 7,87               |
| 33. | Almonacid del Marquesado   | 489                  |                  | 47,15            | 10,37              |
| 34. | Puebla de Almenara         | 474                  |                  | 37,67            | 12,58              |
| 35. | Villarejo-Periesteban      | 450                  |                  | 33,32            | 13,51              |
| 36. | Villar de Cañas            | 442                  |                  | 70,36            | 6,28               |
| 37. | Olivares de Júcar          | 414                  |                  | 50               | 8,28               |
| 38. | Tresjuncos                 | 406                  |                  | 70,29            | 5,77               |
| 39. | Zarza de Tajo              | 398                  |                  | 45,93            | 8,66               |
| 40. | Pozorrubio                 | 394                  |                  | 44,7             | 8,81               |
| 41. | Villaverde y Pasaconsol    | 380                  |                  | 21,05            | 18,05              |
| 42. | Pozoamargo                 | 372                  |                  | 52,2             | 7,13               |
| 43. | Hontanaya                  | 371                  |                  | 53,63            | 6,92               |
| 44. | Belinchón                  | 366                  |                  | 79,93            | 4,59               |
| 45. | Torrubia del Campo         | 341                  |                  | 53,36            | 6,39               |
| 46. | Pinarejo                   | 319                  |                  | 61,82            | 5,16               |
| 47. | Cañada Juncosa             | 306                  |                  | 42,72            | 7,16               |
| 48. | Fuentelespino de Haro      | 293                  |                  | 33,44            | 8,76               |
| 49. | El Acebrón                 | 282                  |                  | 22,11            | 12,75              |
| 50. | Cervera del Llano          | 277                  |                  | 55,49            | 4,99               |
| 51. | Almendros                  | 275                  |                  | 63,11            | 4,36               |
| 52. | La Hinojosa                | 270                  |                  | 42,11            | 6,41               |
| 53. | Altarejos                  | 265                  |                  | 91               | 2,91               |
| 54. | Villarrubio                | 249                  |                  | 28,26            | 8,81               |
| 55. | Uclés                      | 246                  |                  | 64,61            | 3,81               |
| 56. | Alcázar del Rey            | 217                  |                  | 46,50            | 4,66               |
| 57. | Belmontejo                 | 211                  |                  | 53               | 3,98               |
| 58. | El Hito                    | 184                  |                  | 41,22            | 4,46               |
| 59. | Villar de la Encina        | 179                  |                  | 49,19            | 3,63               |
| 60. | Castillo de Garcimuñoz     | 171                  |                  | 82,21            | 2,08               |
| 61. | El Cañavate                | 168                  |                  | 36,10            | 4,65               |
| 62. | Zafra de Záncara           | 150                  |                  | 78,82            | 1,90               |
| 63. | Montalbanejo               | 141                  |                  | 59,33            | 2,38               |
| 64. | Alconchel de la Estrella   | 135                  |                  | 42,94            | 3,14               |
| 65. | Carrascosa de Haro         | 130                  |                  | 29,05            | 4,47               |
| 66. | Huerta de la Obispalía     | 124                  |                  | 41,88            | 2,96               |
| 67. | Tribaldos                  | 123                  |                  | 21,33            | 5,78               |
| 68. | Atalaya del Cañavate       | 110                  |                  | 46,36            | 2,37               |
| 69. | Villalgordo del Marquesado | 100                  |                  | 30,30            | 3,30               |
| 70. | Paredes                    | 99                   |                  | 19,36            | 5,11               |
| 71. | Monreal del Llano          | 84                   |                  | 39,02            | 2,15               |
| 72. | Huelves                    | 78                   |                  | 39,44            | 1,98               |
| 73. | Rozalén del Monte          | 76                   |                  | 30,63            | 2,48               |
| 74. | Rada de Haro               | 62                   |                  | 32,10            | 1,93               |
| 75. | Mota de Altarejos          | 46                   |                  | 16,95            | 2,71               |
| 76. | Torrubia del Castillo      | 40                   |                  | 17,47            | 2,29               |
|     | TOTAL                      | 83.481               |                  | 5.399,34         | 15,46              |

Con una finalidad puramente administrativa y socioeconómica (fondos europeos), en la actualidad, se han agrupado los municipios de esta comarca provincial en dos mancomunidades, basándose en las antiguas divisiones de los partidos judiciales definidos para la provincia de Cuenca (Instituto Geográfico y Catastral de 1906), que aunque sus límites no son los mismos, sirven para definir dos bloques o ámbitos socioeconómicos, aunque, tanto cultural como históricamente, ambas mancomunidades mantienen las mismas características comunes.
Se definen las mancomunidades del antiguo partido judicial de Tarancón (denominada "Mancha alta" conquense), y la de San Clemente (la "Mancha baja" conquense). Esta última, comprende además los municipios del antiguo partido judicial de Belmonte, hoy integrado en el de San Clemente.

### Mancomunidad de Tarancón o Mancha Alta conquense

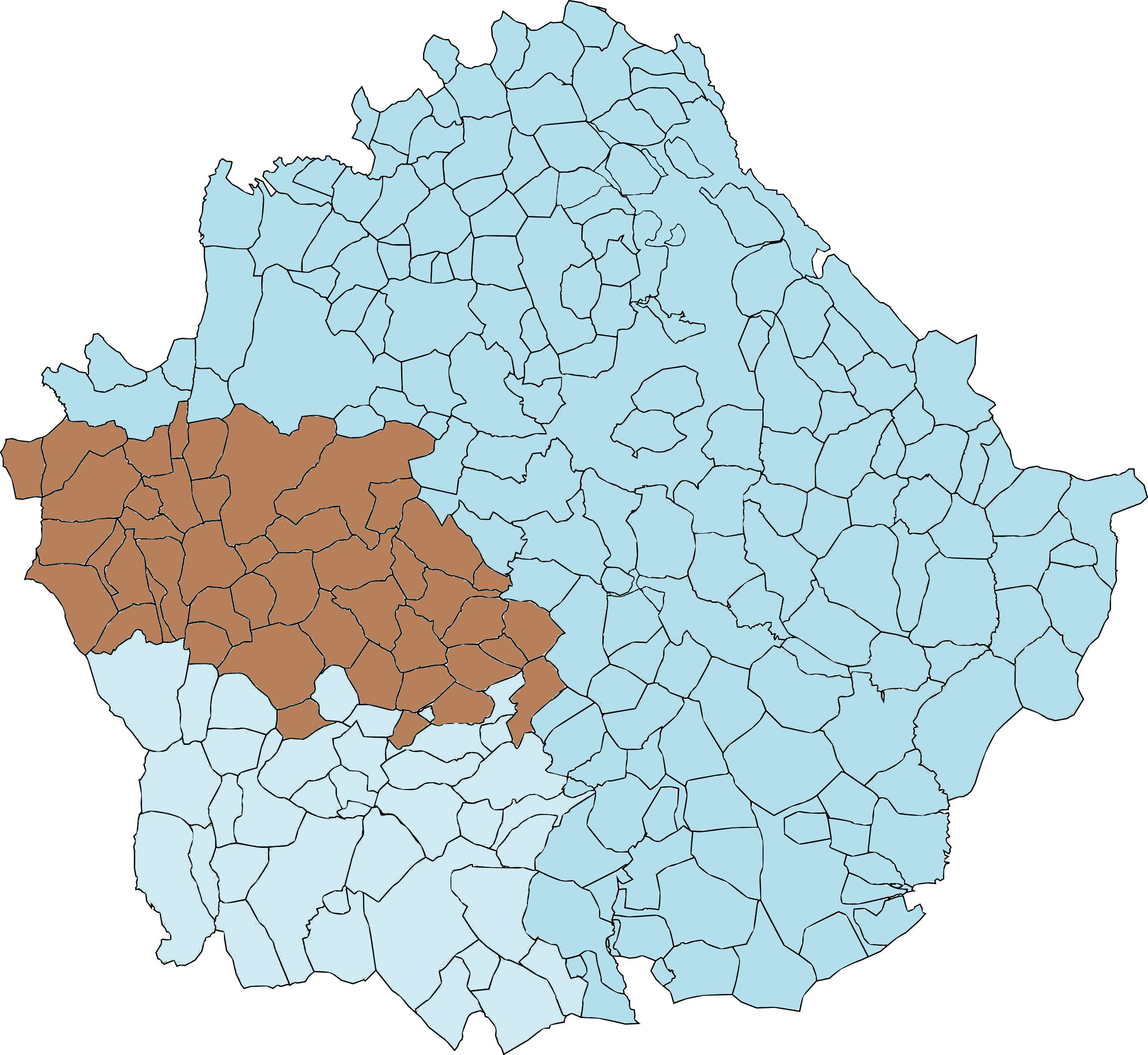
Subcomarca de Mancha Alta conquense

Comprende los siguientes municipios:
- 1- Tarancón
- 2- Zarza de Tajo
- 3- Belinchón
- 4- Huelves
- 5- Paredes
- 6- Alcázar del Rey
- 7- Uclés
- 8- Tribaldos
- 9- Villarrubio
- 10- Almendros
- 11- Torrubia del Campo
- 12- El Acebrón
- 13- Fuente de Pedro Naharro
- 14- Horcajo de Santiago
- 15- Pozorrubio
- 16- Puebla de Almenara
- 17- Almonacid del Marquesado
- 18- Saelices
- 19- Rozalén del Monte
- 20- Campos del Paraíso
- 21- Palomares del Campo
- 22- Montalbo
- 23- El Hito
- 24- Villarejo de Fuentes
- 25- Villar de Cañas
- 26- San Lorenzo de la Parrilla
- 27- Zafra de Záncara
- 28- Montalbanejo
- 29- Fuentelespino de Haro

### Mancomunidad de San Clemente o Mancha Baja conquense

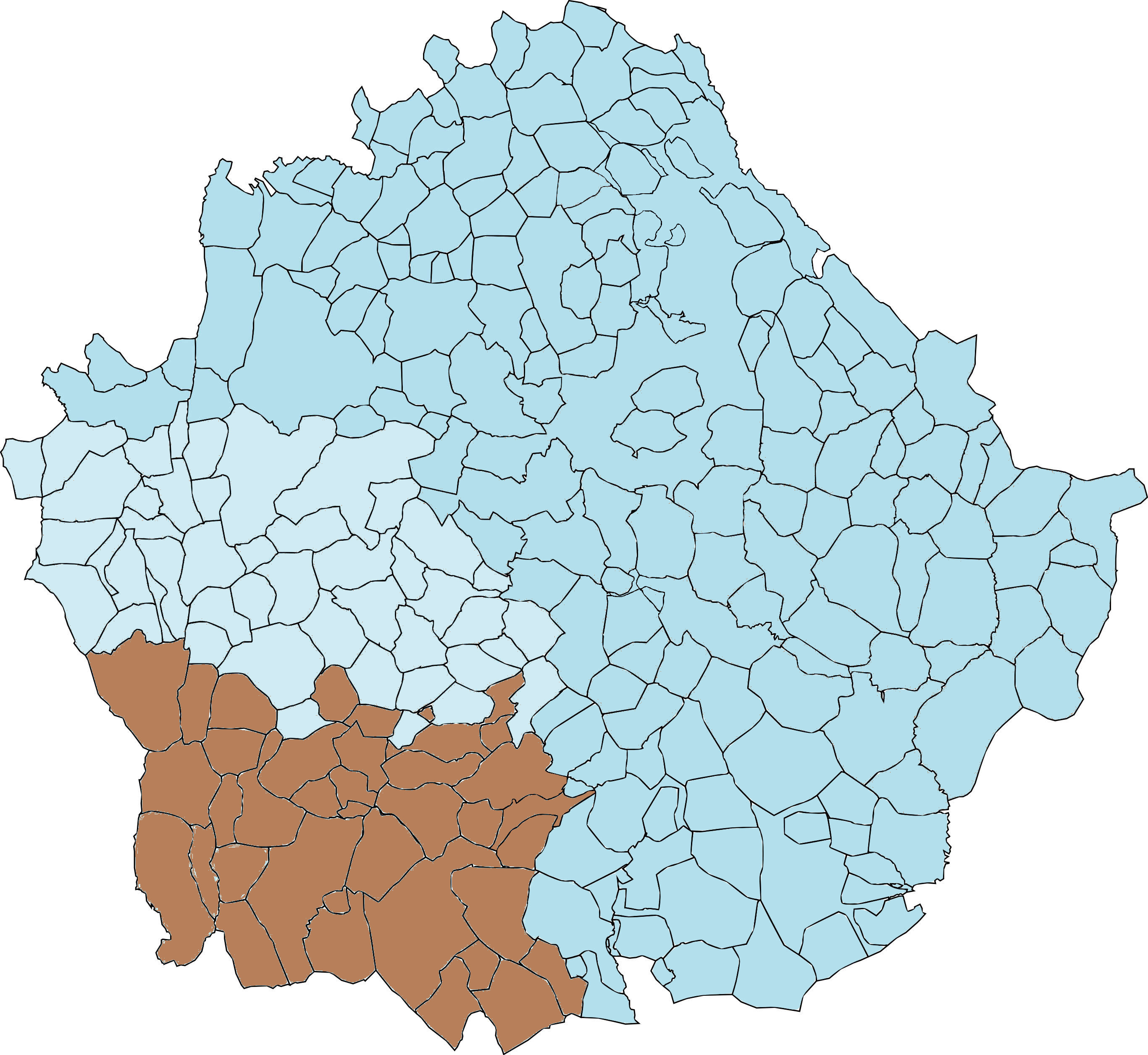
Subcomarca de Mancha Baja conquense

Comprende los siguientes municipios:
- 1- Belmonte
- 2- Monreal del Llano
- 3- Osa de la Vega
- 4- Tresjuncos
- 5- Hontanaya
- 6- Villamayor de Santiago
- 7- Los Hinojosos
- 8- Mota del Cuervo
- 9- Santa María de los Llanos
- 10- El Pedernoso
- 11- Las Mesas
- 12- Las Pedroñeras
- 13- El Provencio
- 14- La Alberca de Záncara
- 15- Carrascosa de Haro
- 16- Rada de Haro
- 17- Villaescusa de Haro
- 18- Alconchel de la Estrella
- 19- Villalgordo del Marquesado
- 20- Villar de la Encina
- 21- Pinarejo
- 22- Castillo de Garcimuñoz
- 23- Torrubia del Castillo
- 24- Honrubia
- 25- Santa María del Campo Rus
- 26- El Cañavate
- 27- Cañada Juncosa
- 28- Atalaya del Cañavate
- 29- Vara de Rey
- 30- San Clemente
- 31- Casas de los Pinos
- 32- Casas de Fernando Alonso
- 33- Casas de Haro
- 34- La Almarcha

La Mancha de Cuenca comprende un total de 5.400 km², para sus 76 municipios. 
Sus límites son: Por el Norte, la comarca de la Alcarria; por el Oeste, la Mesa de Ocaña; al Sur, la Mancha-Centro (Mancha Alta Albaceteña); y al Este, las comarcas de Serranía de Cuenca y La Manchuela.
Según el INE (2009), la población es de, 83.481 hab, lo que supone una densidad media de 15,46 hab/km².
La capital oficiosa cultural actual para La Mancha de Cuenca puede aceptarse Tarancón, aunque San Clemente es la capital histórica (ya que Tarancón pertenecía en su tiempo a Toledo).

## Demografía
| Puesto | Nombre                   | N.º habitantes |
| ------ | ------------------------ | -------------- |
| 1.º    | Tarancón                 | 14.214         |
| 2.º    | Las Pedroñeras           | 6.971          |
| 3.º    | San Clemente             | 6.879          |
| 4.º    | Mota del Cuervo          | 6.188          |
| 5.º    | Horcajo de Santiago      | 4.025          |
| 6.º    | Villamayor de Santiago   | 2.925          |
| 7.º    | El Provencio             | 2.613          |
| 8.º    | Las Mesas                | 2.457          |
| 9.º    | Belmonte                 | 2.257          |
| 10.º   | La Alberca de Záncara    | 1.901          |
| 11.º   | Honrubia                 | 1.696          |
| 12.º   | Casas de Fernando Alonso | 1.397          |
| 13.º   | El Pedernoso             | 1.307          |
| 14.º   | Fuente de Pedro Naharro  | 1.269          |
| 15.º   | Los Hinojosos            | 1.016          |

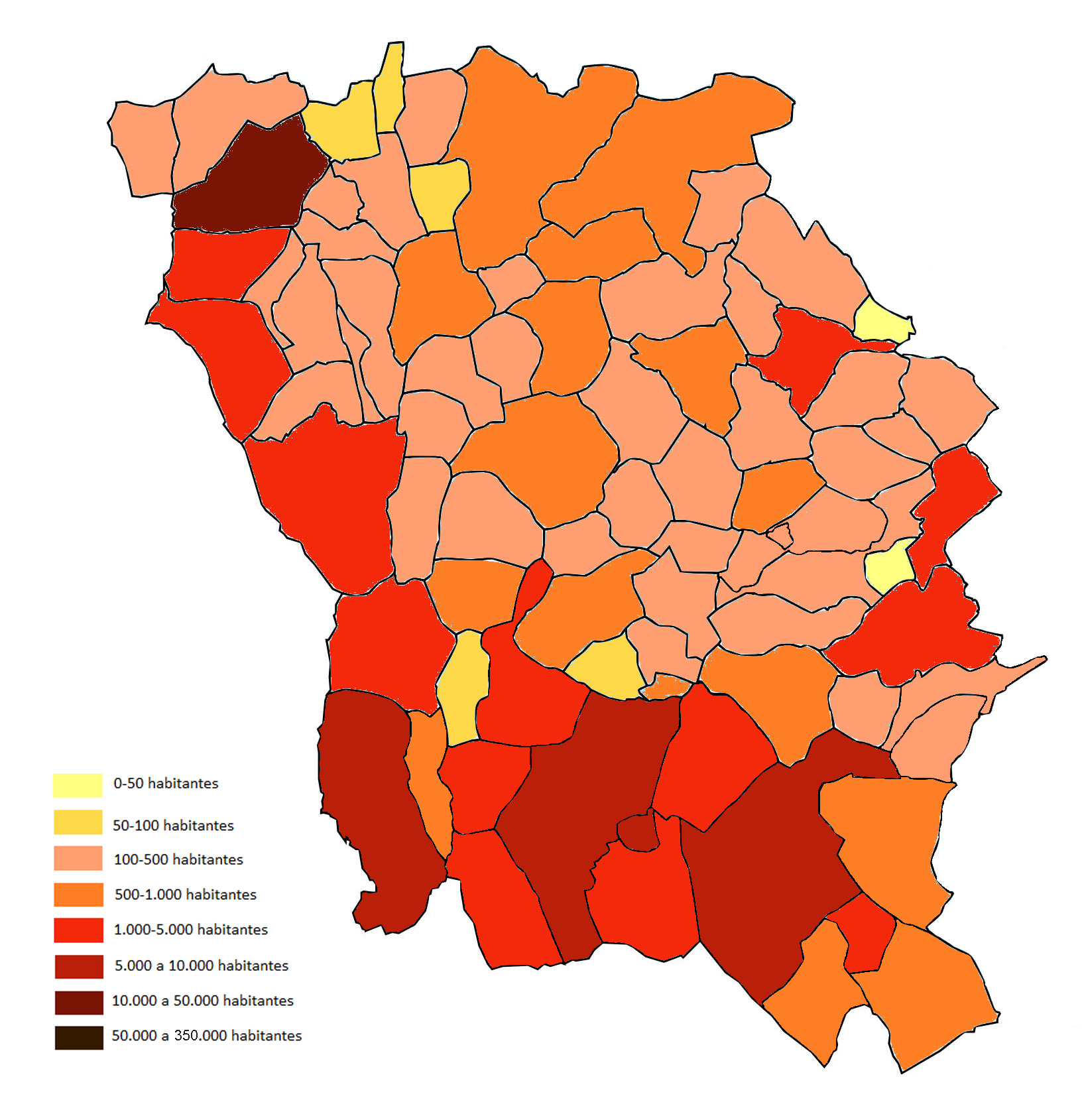
Distribución de la población por municipios en La Mancha de Cuenca

La Mancha Conquense es una comarca de municipios de tamaño medio-grande en relación con la generalidad de los municipios conquenses y castellanos. Solo 7 están por debajo de los 100 habitantes, y 17 están por encima de los 1000 habitantes. Casi el 50% de los municipios tienen más de 500 habitantes, lo cual es bastante excepcional si lo comparamos con otras comarcas conquenses como Serranía Alta o Serranía Media-Campichuelo y Serranía Baja. Además la comarca a diferencia de lo habitual en las comarcas rurales españolas tiene una tendencia demográfica ascendente.

## Historiografía
La Mancha de Cuenca, a igual que buena parte del resto del territorio de la Mancha Alta, procede de los antiguos dominios de la jurisdicción de la Orden de Santiago, cuya sede del priorato se fijaba en el monasterio de Uclés. De estos dominios queda algún ejemplo en algunos de los topónimos (Villamayor de Santiago). 
Esta comarca comprendía igualmente, un marquesado y un condado:
El marquesado de Villena, de los señores marqueses Pacheco, con sede principal en el recio palacio-fortaleza de Belmonte; era una de las mayores extensiones de España, desde Belmonte hasta prácticamente Alicante (Villena), y por el sur, compitiendo con los territorios norteños del Señorío de Alcaraz, entre las que pasaban de mano algunas de sus aldeas y villas (p.ej.- Villarrobledo), en tiempos del marqués de Villena, Juan Pacheco. Por otro lado, puede observarse hoy algunos topónimos que hacen alusión directa al marquesado.
Respecto al condado, este era propiedad de los señores condes López de Haro, por concesión de privilegio del rey Alfonso VIII de Castilla al segundo de los condes, Don Diego López de Haro, Señor de Vizcaya, y Alférez Mayor de Castilla, por sus magníficos servicios en la conquista de Cuenca, en 1177. Del condado todavía se conserva bastantes topónimos en la zona, pudiéndose reconocer perfectamente en ellos, aún hoy, los límites de la antigua jurisdicción condal.